# 자치도시

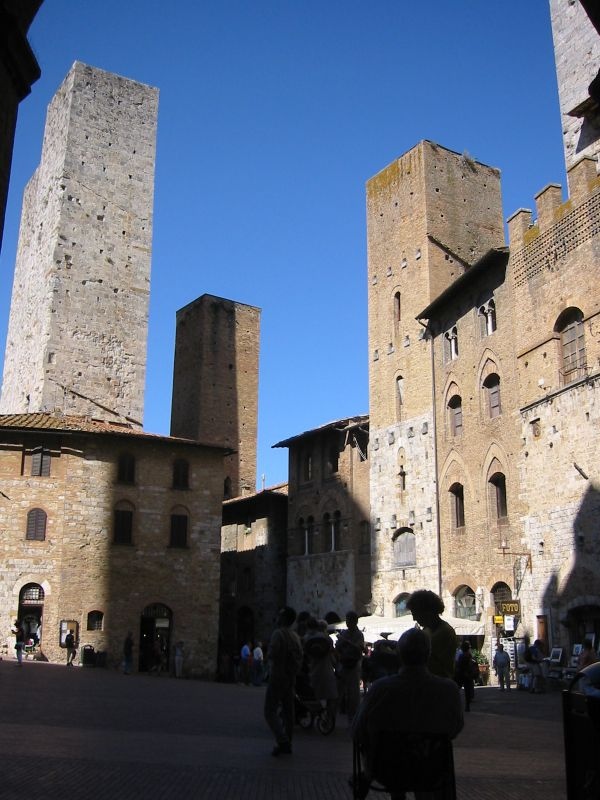
산지미냐노의 방어탑.

자치도시(영어: commune 코뮨[*], 프랑스어: commune 코뮌[*], 이탈리아어: comune 코무네[*], 독일어: Kommune)는 중세 유럽에서 시민들 사이에 상호방위(물리적 방어 뿐만 아니라 전통적 자유의 수호 역시 포함)를 맹세한 성읍(town) 또는 도시(city)를 말한다. 자치도시들은 11세기 말에서 12세기 초에 등장하여 이후 널리 확산되었다. 특히 이탈리아 북부 지방에서 성공적인 체제로 자리잡았다. 이탈리아 북부의 자치도시들은 불완전 민주주의에 기반한 도시공화국으로 발전하여 근세 시기까지 존속하였다. 한편 독일 지역의 자치도시들은 공후 귀족들로부터 독립하기 위해 그 위의 신성로마황제에게 영합하여 황제 직속 도시인 자유시를 형성했다.

## 같이 보기
- 롬바르디아 동맹
- 한자 동맹
- 시뇨리아
- 자유제국도시